# 중동 (대구)
중동(中洞)은 대구광역시 수성구의 행정동이자 법정동이다. 
행정기관으로는 수성구보건소와 중동치안센터, 중동사무소가 있다.
효성병원, 잘보는 안과, 한빛 정형외과, 한빛 내과, 동대구 피부과 등 의료시설과 스타벅스 2개 지점을 비롯한 엔젤리너스, 하바나커피, 디보트커피, 커피스미스 등 커피전문점이 다수 위치한다. 
학군으로는 황금초등학교, 황금중학교, 수성초등학교, 덕화중학교, 대구동중학교, 신명여자중학교, 남산고등학교가 있다. 
인근 행정동으로는 남구 이천동, 봉덕동과 수성구 수성1가동, 범어1동, 황금동, 상동이 있다. 
아파트가 일부 있으나 대체로 단독주택과 다가구주택으로 거주지가 조성되어 있다. 
인근 휴양지로는 수성못, 신천(중동교일대), 앞산 등이 있다.

## 연혁
- 1963년 1월 1일 대구시 동구 중동
- 1980년 4월 1일 대구시 수성구 중동
- 1981년 7월 1일 대구직할시 수성구 중동
- 1995년 1월 1일 대구광역시 수성구 중동

## 아파트
| 단지명                   | 건설사          | 시행사             | 주소                 | 입주       | 비고 |
| ------------------------ | --------------- | ------------------ | -------------------- | ---------- | ---- |
| 수성 효성 해링턴플레이스 | ㈜효성 진흥기업 | ㈜코리아신탁       | 수성구 희망로24길 24 | 2020년 1월 |      |
| 수성 푸르지오 리버센트   | 대우건설        | ㈜에스지디벨롭먼트 | 수성로35길 50        | 2024년 2월 |      |